# Sehested (adelsslægter)
 For alternative betydninger, se Sehested. (Se også artikler, som begynder med Sehested)
Sehested er navnet på to adelsslægter, en holstensk og en nørrejysk. De to familier er vist ikke nærmere beslægtede, men på grund af våbenlighed antog den nørrejyske familie den holstenske slægts navn.
På Nyholm i København ligger den historiske torpedomissilbåd P547 Sehested, som hører under Statens Forsvarshistoriske Museum.

## Kendte personer med efternavnet
Listen er udarbejdet ud fra Dansk Biografisk Leksikon.
- Benedict Sehested (-1548), til Kluvensiek. [2]
- Bertram Sehested (-1562), til Kluvensiek og Osterrade. [3]
- Christen Thomesen Sehested (1664-1736), søofficer og overlanddrost. [4]
- Christian Christophersen Sehested (1666-1740), rigskansler. [3]
- Christian Thomesen Sehested (1590-1657), kansler. [5]
- Christiane Sehested (1626-1670), grevinde
- Christoffer Sehested (1628-1699), gehejmeråd. [6]
- Claus Sehested (-o. 1566), til Spandetgård. [7]
- Claus Sehested (-1648), til Højgård. [8]
- Claus Maltesen Sehested (1558-1612), statholder på Øsel.
- Else Margrethe Sehested (1708-1775), adelsfrue
- Frantz Vilhelm Sehested (1722-1787), officer. [8]
- Hannibal Sehested (1609-1666), statholder i Norge og rigsskatmester. [9]
- Hannibal Sehested (1842-1924), konseilspræsident. [10]
- Helga Sehested (1877-1958), landmand. [11] [12]
- Henneke Sehested (-o. 1542), til Krummendiek, Olpenitz, Drage og Sarlhusen. [13]
- Henrik Sehested (-1676), officer. [14]
- Hilda Sehested (1858-1936), dansk komponist. [15] [16]
- Iver Nicolai Sehested (1679-1752), landsdommer.
- Jens Maltesen Sehested (1649-1730), officer. [17]
- Jens Steen Sehested (1635-1698), officer og digter. [18]
- Jens Thomesen Sehested (-1555), til Vellinghøj og Højris på Mors. [19]
- Johan Frederik Sehested (o. 1724-1785), officer
- Johan Frederik Gyldenstierne Sehested (1765-1830), officer
- Jørgen Sehested (omkring 1570), til Hvolgård, Gross-Nordsee, Perdøl og Güldenstein. [20]
- Jørgen Sehested (1885-1977), godsejer og nazist. [21]
- Karen Sehested (1606-1672), hofmesterinde. [22]
- Knud Sehested (1850-1909), landbrugsminister. [22]
- Knud Gyldenstierne Sehested (1690-1758), norsk officer. [23]
- Malte Sehested (1596-1661), til Rydhave og Boller. [24]
- Malte Jensen Sehested (1529-1592), til Holmgård og Højris på Mors. [24]
- Mogens Sehested (1598-1657), til Holmgård, Mullerup og Nørager. [25]
- Niels Frederik Bernhard Sehested (1813-1882), godsejer og arkæolog. [26]
- Ove Flemming Sehested (1888-1976), diplomat
- Ove Ramel Sehested (1687-1774), officer. [27]
- Ove Ramel Sehested (1757-1838), statsminister. [27]
- Steen Maltesen Sehested (1553-1611), til Holmgård, rigsmarsk. [28]
- Thyra Sehested (1840-1923), historisk forfatterinde. [29]